# 1995 VG2
1995 VG2 är en asteroid i huvudbältet som upptäcktes den 12 november 1995 av de båda japanska astronomerna Takeshi Urata och Yoshisada Shimizu vid Nachi-Katsuura-observatoriet.
Asteroiden har en diameter på ungefär 5 kilometer och den tillhör asteroidgruppen Vesta.